# Frédéric Flachéron
Frédéric Flachéron né à Lyon le 26 octobre 1813 et mort à  Paris 6e le 21 juin 1883, est un statuaire et fut l'un des premiers photographes primitifs qui exercèrent à Rome.
Né à Lyon, fils d'un architecte réputé, Jean François Charles André Flachéron, dit comte Frédéric Flachéron, il entra à l'École royale des beaux-arts de Paris en 1836. Il séjourna à Rome, et devint un ami d'Ingres.
Il devint avec Giacomo Caneva l'un des principaux animateurs du cercle des photographes du Caffè Greco.
Il meurt le 21 juin 1883 et est enterré au cimetière du Montparnasse.
Plusieurs de ses photographies figurent dans la collection de la duchesse de Berry.